# Miracolo eucaristico di San Mauro La Bruca
Il miracolo eucaristico di San Mauro La Bruca  è avvenuto nell'omonima cittadina in provincia di Salerno a partire dall'anno 1969: 63 ostie consacrate, rubate da ignoti ladri sacrileghi, furono successivamente ritrovate integre, e si conservano tuttora intatte dopo più di cinquant'anni.

## Storia
A San Mauro La Bruca, piccolo comune del Cilento, nella notte del 25 luglio 1969 si sarebbe verificato un miracolo eucaristico, analogo a quello di Siena del 1730.
Ignoti ladri, entrati nella chiesa parrocchiale di sant' Eufemia per impadronirsi degli oggetti sacri, rubarono dal tabernacolo la pisside con le ostie consacrate. Durante la fuga gettarono le particole in un vicino viottolo, dove furono ritrovate da una bambina, Gerardina Amato, che avvisò il parroco, don Pasquale Allegro, il quale ricollocò nel tabernacolo le 63 ostie recuperate, che ancora oggi si mantengono intatte.
Il vescovo di Vallo della Lucania, monsignor Biagio D'Agostino, accogliendo la preghiera del Parroco, con suo decreto del 25 luglio 1970, stabilì che le 63 particole profanate fossero conservate in perpetua adorazione, che inoltre il 25 luglio di ogni anno fosse celebrata nella parrocchia di San Mauro La Bruca una solenne Giornata Eucaristica di riparazione, e donò infine alla chiesa, elevata alla dignità di Santuario Eucaristico, un ostensorio, dove furono sigillate le ostie ritrovate. 
Negli anni seguenti, lo stesso parroco don Pasquale Allegro fece costruire un artistico trono in marmo nel presbiterio della Chiesa Parrocchiale, dove fu collocato l'ostensorio con le Sante Particole, da allora sempre esposte alla perpetua adorazione e riparazione. Fece anche realizzare dalla ditta Mellini di Firenze sei artistiche vetrate per i finestroni della Chiesa raffiguranti simboli eucaristici: spighe, uva, monogramma di Cristo, pellicano. Sulla facciata della stessa Chiesa fece collocare una maiolica di Vietri sul Mare, raffigurante l'ostensorio contenente le Sante Particole che sormonta l'immagine di Gesù e nella trabeazione del timpano fece scrivere le parole di Gesù riportate nel Vangelo di Giovanni, capitolo sesto: IO SONO IL PANE VIVO DISCESO DAL CIELO.
Nel 1980, don Pasquale Allegro organizzò per il 25 luglio la celebrazione del X anniversario della solenne azione riparatrice a Gesù Sacramentato, con la partecipazione del cardinale Corrado Ursi, arcivescovo di Napoli, di mons. Giuseppe Casale, vescovo di Vallo della Lucania e del vescovo emerito mons. Biagio D'Agostino.
Nello stesso anno, il maestro Vito Formisano da Vallo della Lucania, su commissione dello stesso Parroco, realizzò quattro artistiche tele raffiguranti quattro Miracoli Eucaristici, che furono collocate due a destra e due a sinistra, ai lati del trono a Gesù Sacramentato, nel presbiterio semicircolare della Chiesa. Le tele a destra raffigurano i miracoli eucaristici di Siena e di Bolsena, mentre quelle a sinistra i miracoli eucaristici di Lanciano e di Torino.
Nel 1994 fu celebrato il XXV anniversario del ritrovamento delle Sacre Particole, e per l'occasione fu costruita un'edicola nel Vicolo I Castelluccio, nel luogo dove furono ritrovate le Ostie profanate, accanto alla quale, nel 1999, fu fatta collocare dal parroco don Olgierd Nyc una lapide con il testo del decreto di Mons. D'Agostino. Alla festa fu presente Mons. Pasquale Allegro, ideatore del Santuario e suo animatore fino al 1985, anno in cui lasciò la Parrocchia di San Mauro La Bruca, di cui era stato Parroco dal 1940. Anche negli anni successivi non mancò di partecipare alla celebrazione del 25 luglio, incominciando dal 1986, quando, con la presenza del vescovo mons. Giuseppe Casale, festeggiò il suo cinquantesimo anniversario di ordinazione sacerdotale, ricevuta il 19 luglio 1936 dall'arcivescovo di Salerno, mons. Nicola Monterisi. Il 23 novembre 1994 si spense piamente nell'ospedale di Salerno ed il giorno dopo la salma fu portata nel Santuario Eucaristico di San Mauro La Bruca, dove la mattina del 25 novembre il vescovo di Vallo della Lucania, mons. Giuseppe Rocco Favale, celebrò il solenne rito esequiale, al termine del quale il feretro fu sepolto nel cimitero di Rofrano, dove il sacerdote era nato il 6 agosto 1913 e dove era stato parroco dal 1984 al 1990, curando la ricostruzione del Santuario di Santa Maria di Grottaferrata. 
Nell'estate del 1999, a trent'anni dall'evento, il Santuario Eucaristico di San Mauro La Bruca fu visitato per la prima volta da un bambino innamorato di Gesù Eucaristia, che l'anno precedente aveva ricevuto per la prima volta a Milano, dove viveva con i suoi genitori. Da quell'anno e fino al 2005, durante i mesi estivi, anche più volte l'anno, quel bambino tornò a San Mauro La Bruca per adorare le Sante Particole, che si conservavano miracolosamente integre ed incorrotte. Il 12 ottobre 2006, all'età di 15 anni, stroncato da una leucemia fulminante, volò in Cielo a contemplare in eterno il volto di Gesù, che egli aveva amato e ricevuto ogni giorno nel Santissimo Sacramento. Il suo nome era Carlo Acutis, ed oggi è conosciuto ed invocato in tutto il mondo cattolico, che lo venera come Beato dal 10 ottobre 2020 e che presto lo invocherà come Santo.
Egli aveva sentito parlare del Santuario Eucaristico di San Mauro La Bruca dal parroco di Centola, mons. Giovanni Cammarano (1916- 2003), comune confinante con quello di San Mauro La Bruca. A Centola la famiglia Acutis trascorreva i mesi estivi per frequentare la nota località balneare di Palinuro, facente parte dello stesso Comune, paese d'origine del nonno materno di Carlo, Antonio Salzano, la cui unica figlia Antonia, aveva sposato Andrea Acutis, diventando così i fortunati genitori del ragazzo Santo. 
Don Giovanni parlò a Carlo del Miracolo Eucaristico di San Mauro La Bruca, suo comune d'origine essendo nato nella frazione San Nazario, e testimone oculare di quanto era avvenuto il 25 luglio 1970, quando il vescovo D'Agostino aveva collocato le Sante Particole nell'ostensorio che aveva fatto cesellare a Napoli. Fu infatti uno dei sacerdoti presenti alla celebrazione, legato da affetto fraterno al parroco don Pasquale Allegro. Carlo visitò il Santuario nel 1999 con la madre Antonia e fu certamente colpito dal trono in marmo e dalle tele che lo adornano. E fu lì, guardando quelle quattro tele del maestro Formisano, che egli ebbe l'ispirazione di realizzare la mostra dei miracoli eucaristici, che è stata esposta nei cinque continenti e continua ad essere presente su Internet e ad essere richiesta da parrocchie di tutto il mondo. E tra i tanti miracoli eucaristici presenti nella mostra, Carlo inserì anche quello di San Mauro La Bruca, consacrando così per sempre il legame tra lui e quel piccolo borgo nel quale Gesù aveva scelto di manifestare in modo straordinario la verità della sua presenza reale nell'Eucaristia.
Nel 2019, a cinquant'anni dall'evento, il Comune di San Mauro La Bruca, guidato dal Sindaco Franco Scarabino, deliberò l'intitolazione del Vicolo I Castelluccio al Servo di Dio Carlo Acutis e della Piazza Chiesa al parroco Mons. Pasquale Allegro. Fu la prima via al mondo intitolata al futuro Beato, con la cerimonia dello scoprimento della lapide ad opera dei genitori di Carlo, Andrea ed Antonia, alla presenza del vescovo di Vallo della Lucania, mons. Ciro Miniero, il 25 luglio di quell'anno.
Il 25 luglio 2022, fu benedetto dal vescovo mons. Ciro Miniero un busto bronzeo del beato Carlo Acutis, offerto dallo stesso Scarabino per grazia ricevuta e collocato davanti il Santuario Eucaristico da lui frequentato, mentre all'interno dello stesso sono stati esposti alla venerazione dei fedeli un quadro ed una reliquia donati dalla madre, signora Antonia Salzano, alla comunità parrocchiale. 
Tra i vescovi che hanno visitato il Santuario Eucaristico e celebrato in esso l'Eucaristia sono da ricordare il Cardinale Crescenzio Sepe, Arcivescovo di Napoli, Mons. Michele Castoro, arcivescovo di Manfredonia, e Mons. Domenico Cornacchia, Vescovo di Lucera, questi ultimi venuti a Vallo in visita al Vescovo Favale ed invitati dal Parroco don Antonio Greco per la festa del 25 luglio 2010.